# Mundo Cristiano
Mundo Cristiano (hiszp. Chrześcijański świat) – miesięcznik wydawany w Madrycie, skierowany do rodzin, zainteresowanych poznaniem aktualnych wydarzeń na świecie z perspektywy humanizmu chrześcijańskiego. Zawiera wywiady, artykuły publicystyczne, reportaże oraz recenzje książek, filmów i programów telewizyjnych. 

## Historia
Mundo Cristiano zostało założone przez Javiera Ayestę i ks. Jesúsa Urteagę. Pierwszy numer ukazał się w lutym 1963. Obecnie należy do Ediciones Palabra S.A.
Szacowany nakład pisma to 215 tys.
Wśród znanych współpracowników gazety są m.in.: José Luis Cebrián, José Joaquín Iriarte, Miguel Ángel Velasco, Pilar Urbano, Pilar Cambra, Ramón Pi, José Luis Olaizola, Rosa Mª Echevarría i Alejandro Fernández Pombo. 
Redaktorem naczelnym jest obecnie Darío Chimeno.